# Кончезеро
Ко́нчезеро (карел. Kendjärvi, фин. Kentjärvi) — село в Кондопожском районе Республики Карелия Российской Федерации. Административный центр Кончезерского сельского поселения.

## Этимология
Местность вокруг Кончезера исторически населяли карелы-людики. Название села на людиковском диалекте карельского языка — Kendjärvi, состоит из двух слов: kend — «сухое и ровное место (песчаное), поросшее травой» и järvi — «озеро».
Но до карелов здесь проживали саамы, и современное название озера, возможно, также имеет саамское (более древнее, чем карельское) происхождение. Озеро имеет характерную узкую вытянутую форму, из-за чего могло по-саамски называться Куэндчадзь, где куэнд — «вдоль, вытянутое», чадзь — «вода». С приходом русских могло название могло перейти в Кончазозеро, а в более позднее время две буквы «З» слились в одну.

## География
Село расположено между одноимённым озером и озером Пертозеро на перешейке шириной около 50 м. Расстояние от села до Петрозаводска составляет 50 км, до Кондопоги — 25 км (протяжённость по дороге, кратчайшее расстояние — 15 км). В 10 км от села, по дороге на Спасскую Губу, расположен первый российский курорт Марциальные воды.

## История
Впервые поселение упоминается в «Писцовой книге Обонежской пятины» в 1563 году.
В 1706 году здесь был построен Кончезерский чугуноплавительный завод. Руду добывали из озёр и болот, а изготовленный чугун доставляли до середины XIX века водой по Кончезеру на плашкоутах в Петрозаводск (с перевалкой на Укшезеро и Шуйских порогах) на Петровский завод. Позднее груз стали переправлять по суше, главным образом, зимой Завод действовал до 1905 года. Ныне от завода сохранились корпуса и остатки туннеля-водопада, а также развалины сооружённого в XVIII веке медеплавильного завода и церкви Троицы Живоначальной (середина XIX века). С 2011 года ведутся работы по восстановлению церкви.
По сведениям на 1911 год в Кончезере действовало одноклассное училище.
Кончезерский крестьянин Ярин Алексей Алексеевич, герой Первой мировой войны, рядовой, был награждён военным орденом Святого Георгия 4-й степени.[значимость факта?]
В 1929 году профессором И. П. Бородиным была организована работа, действующей и поныне, биологической станции (Бородинская биологическая станция).
5 октября 1973 года открылся детский специализированный санаторий «Кивач» (ныне — ЗАО «Клиника „Кивач“»).

## Население
| 2002 | 2009  | 2010  | 2013  |
| ---- | ----- | ----- | ----- |
| 1801 | ↘1692 | ↘1595 | ↘1501 |

## Жилищная область
Бо́льшая часть домов (80 %) — благоустроенный жилой фонд. Дома от 1 до 5 этажей — блочные, кирпичные, деревянные.
В селе действуют: детский сад «Светлячок», Кончезерская средняя общеобразовательная школа, Центр культуры и досуга Кончезерского сельского поселения и сельская библиотека.
В декабре 2014 года в Кончезере запущена модульная газовая котельная мощностью 6 МВт. Газификация села стала возможной после завершения строительства межпоселкового газопровода от газораспределительной станции «Березовская» под Кондопогой до села Спасская Губа протяжённостью свыше 36 километров.

## Транспорт
Западнее села проходит автодорога Р15, которая связывает Кончезеро с Петрозаводском на юго-востоке и с посёлком Марциальные Воды, селом Спасская Губа и посёлком Гирвас на севере.
Кончезеро связано регулярными автобусными маршрутами с городом Петрозаводск и с селом Спасская Губа. Муниципальным перевозчиком является «Карелавтотранс».

## Достопримечательности
- Церковь Троицы Живоначальной. Расположена центре села, недалеко от строений бывшего завода. Это кирпичная однопрестольная одноглавая церковь с колокольней. Она была построена горным ведомством в 1865—1866 годах для заводского населения. Строительство осуществлялось на казённые средства при участии частных жертвователей по проекту инженера М. И. Маркова[14]. 4 декабря 1931 года постановлением Карельского ЦИК церковь была закрыта[15].

В середине 2000-х годов в селе был образован приход храма Святой Троицы Петрозаводской и Карельской епархии Русской православной церкви (Московский Патриархат). Начался процесс реставрации церкви.
- некоторые сохранившиеся строения Кончезерского меде- и чугуноплавильного завода

## Улицы
- территория СНТ Авангард
- местечко Белые Медведи
- Боровая улица
- территория СНТ Водник
- территория СНТ Вымпел
- Габозерская улица
- Гористая улица
- территория СНТ Гранит
- территория СНТ Ёлочка
- территория СНТ Квант
- территория СНТ Кристалл
- территория СНТ Ландыш
- Лесная улица
- Лечебная улица
- улица Мартнаволокский Берег
- территория СНТ Монтажник
- Набережная улица
- Новая улица
- Озёрная улица
- Октябрьская улица
- Пертозерская территория
- Петровская улица
- территория СНТ Похлампи
- улица Советов
- территория СНТ Строитель
- Студенческая улица
- Совхозная улица
- Солнечная улица
- Студенческая улица
- территория СНТ Чайка
- территория СНТ Энергетик
- территория СНТ Энергетик-5
- улица Юности

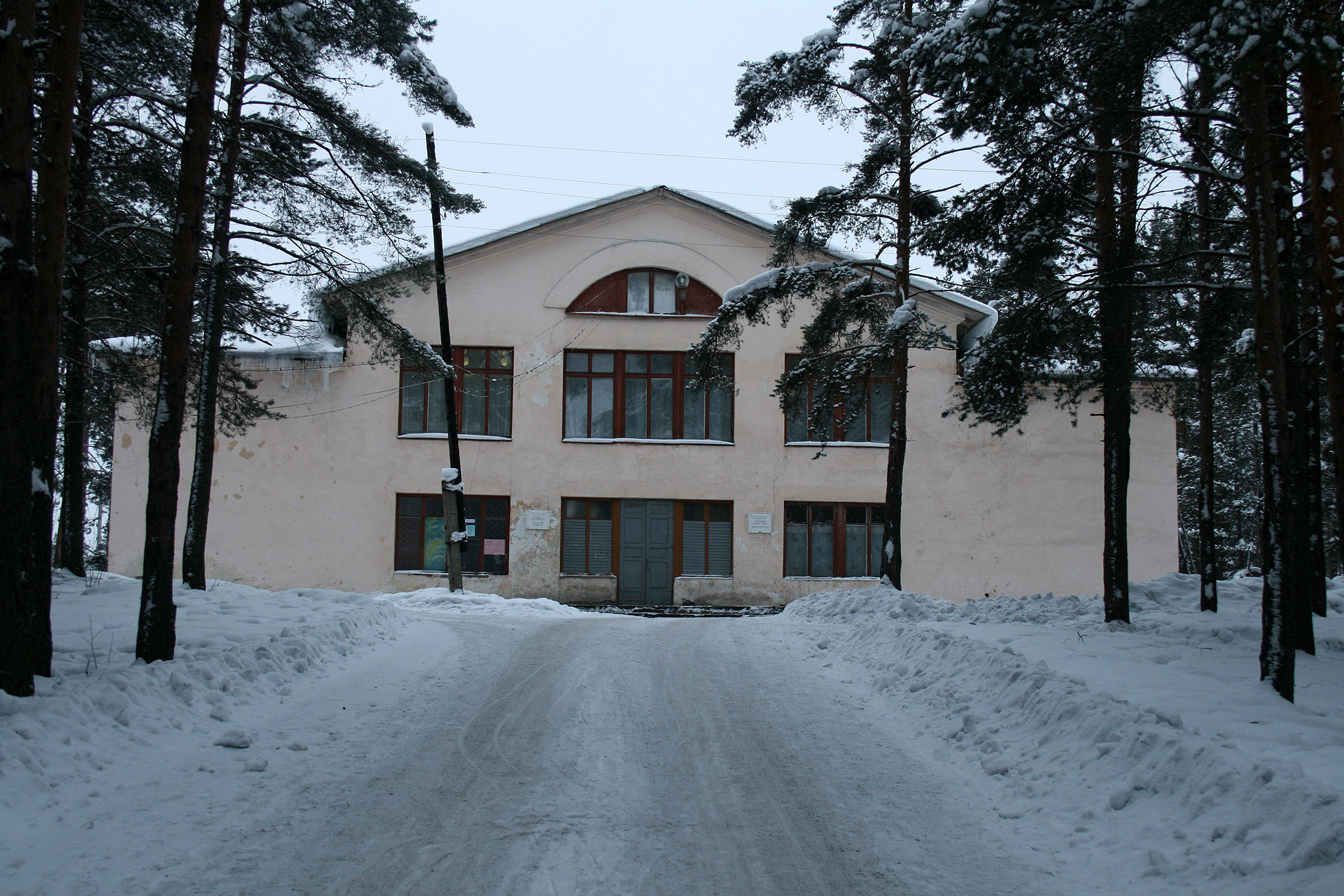
В здании находятся Центр культуры и досуга и сельская библиотека.
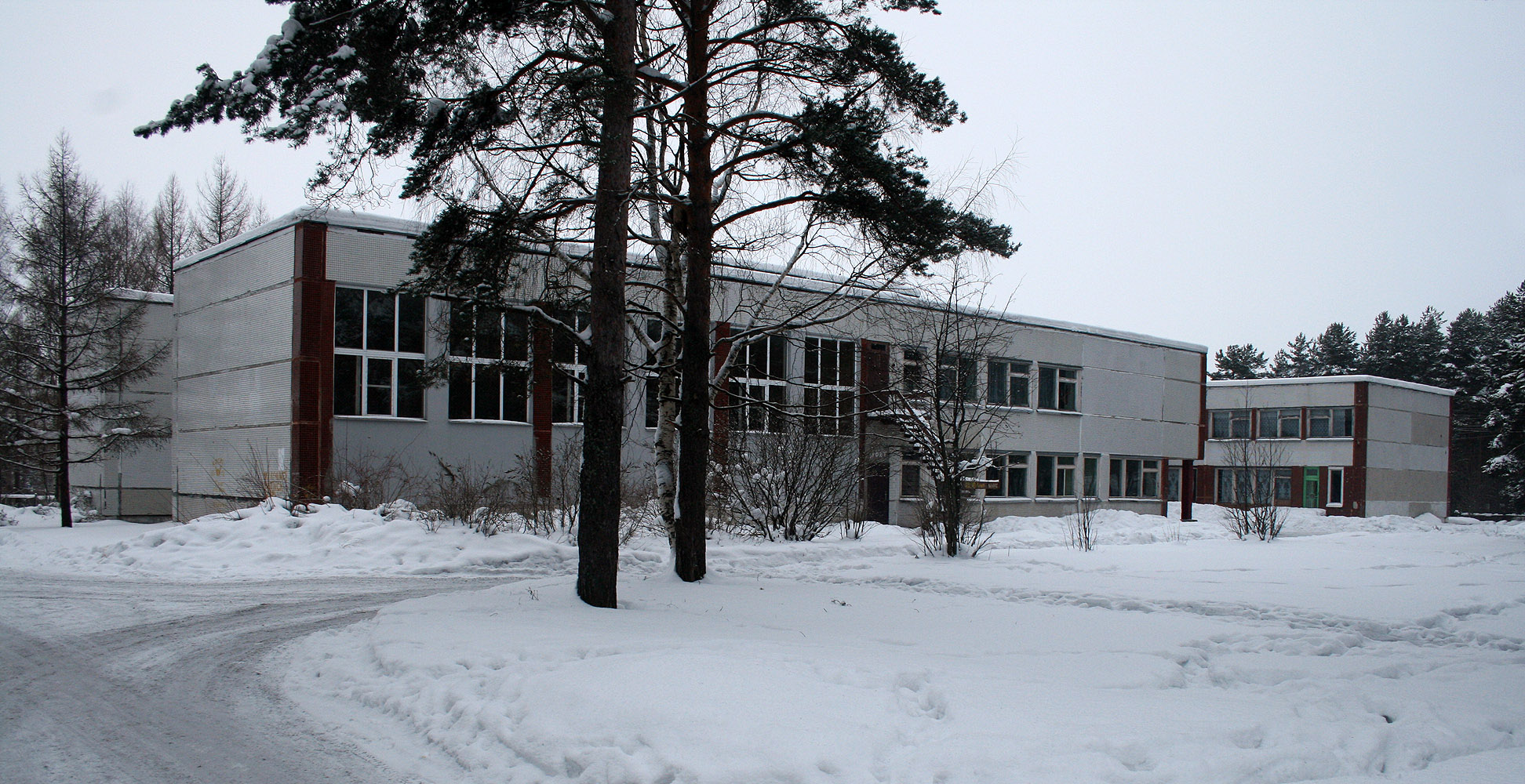
Кончезерская средняя школа.
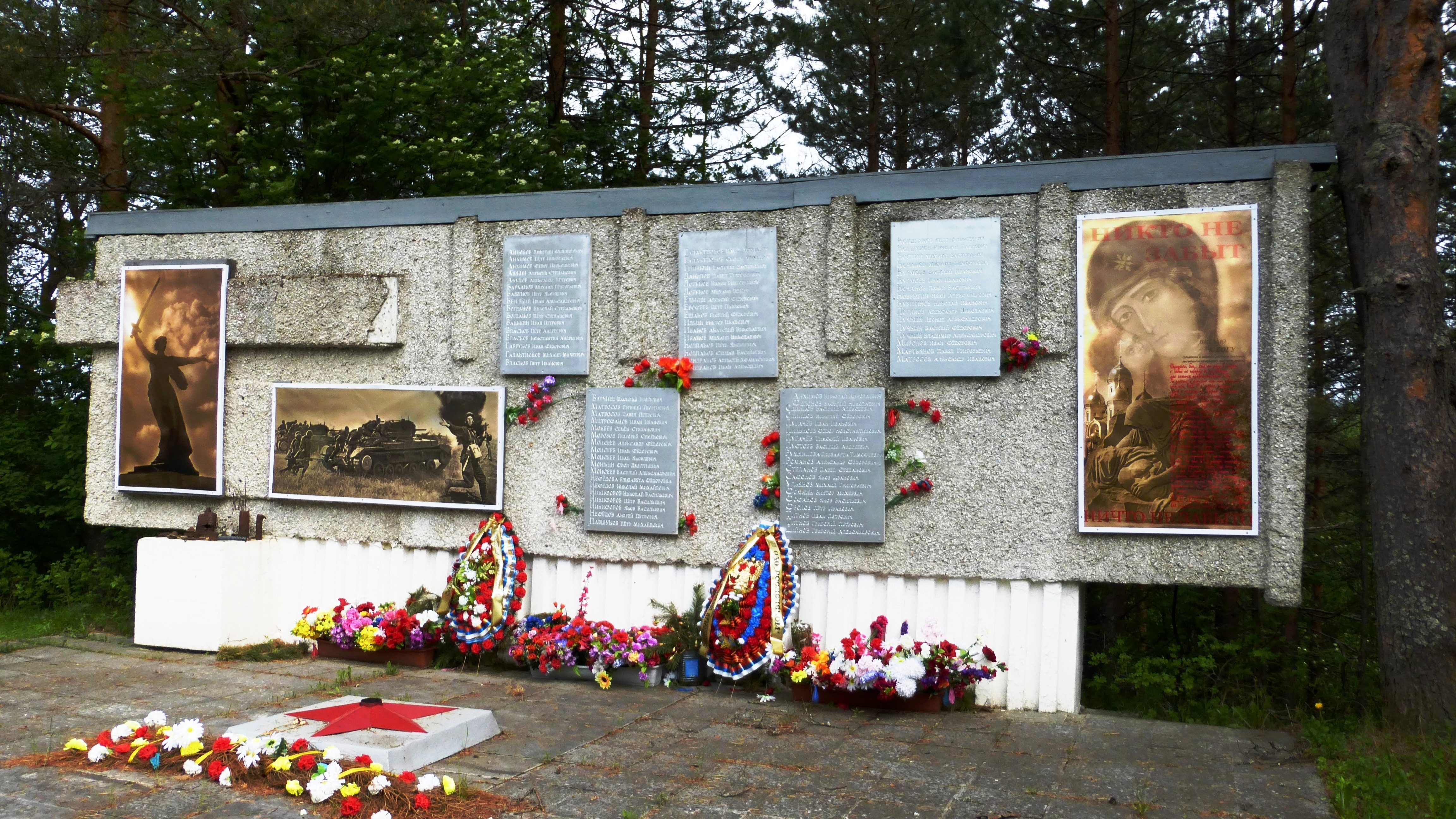
Мемориал.
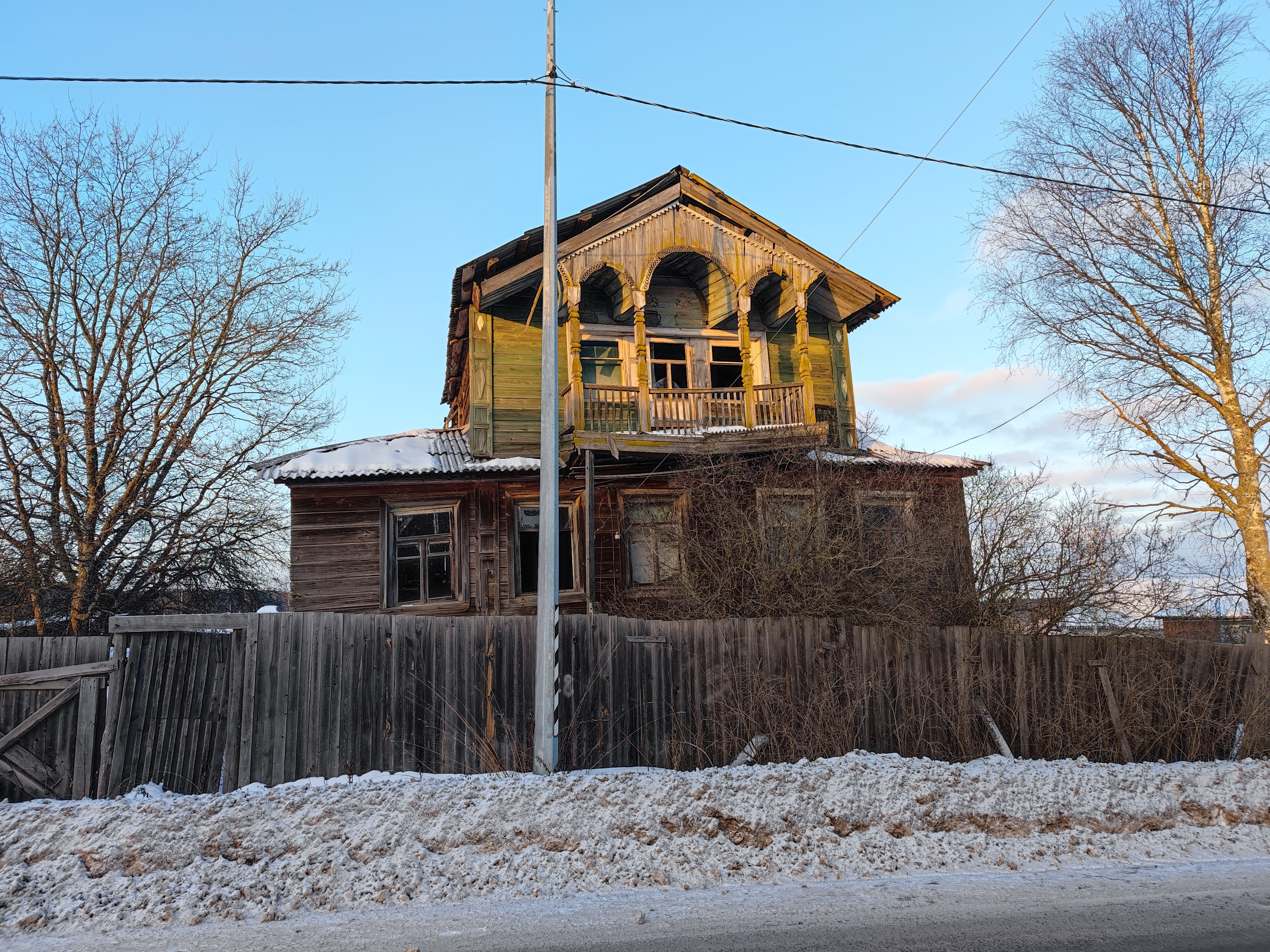
Дом Ульянова, улица Советов 4.